# 0711 / Cycling
0711 / Cycling is een wielerploeg die een Duitse licentie heeft. De ploeg bestaat sinds 2013. Het team komt uit in de continentale circuits van de UCI. Julian Rammler is de manager van de ploeg.

## Bekende renners
- Stefan Schumacher (2016)
- Tino Thömel (2014-2015)